# 몽산화상육도보설 목판
몽산화상육도보설 목판(蒙山和尙六道普說 木板)은 대한민국 충청남도 서산시 개심사에 있는, 1584년(선조 17) 개판한 조선시대의 목판이다. 2017년 12월 26일 대한민국의 보물 제1964호로 지정되었다.

## 개요
『몽산화상육도보설』은 원(元)의 선승인 몽산 덕이(蒙山德異, 1231～1308)가 불가의 육도윤회(六道輪廻)를 설명하기 위해 지은 책으로, 몽산화상육도보설 목판은 1584년(선조 17) 현 소장처인 개심사에서 개판한 것으로 완전한 구성을 갖춘 6판이 전해지고 있다. 『몽산화상육도보설』은 15～16세기 가장 활발히 간행되어 현재 20여종의 판본이 전하는데, 진안 용출사 현암본(1497) 계통의 해서체 13자본이 가장 많으며, 개심사본은 행서체의 15자본인 일월사본(1432), 자비령사본(1490), 대광사본(1509) 계통을 저본으로 하여 복각된 것으로 파악된다. 임진왜란 이전에 간행된 몽산화상육도보설 목판 중 가장 완전한 판본이라는 점에서 가치가 크다.

## 참고 자료
- 몽산화상육도보설 목판 - 국가유산청 국가유산포털
- 이 문서에는 문화재청에서 공공누리 제1유형으로 배포된 자료를 바탕으로 한 내용이 포함되어 있습니다.